# Viernes Negro (1945)
El 9 de febrero de 1945 una fuerza de aviones aliados Bristol Beaufighter sufrió graves bajas durante un ataque fallido contra el destructor alemán Z33 y su escolta de buques; la operación fue etiquetada como «Viernes Negro» por las tripulaciones aliadas supervivientes. Los buques alemanes estaban refugiados en una posición fácilmente defendible en el fiordo de Førde, Noruega, obligando a los aviones aliados para atacar a través del fuego de defensas antiaéreas pesadas. Los Beaufighters y su escolta de cazas estadounidense P-51 Mustang también fueron sorprendidos por doce cazas alemanes Focke-Wulf Fw 190 del ala de combate de la Luftwaffe Jagdgeschwader 5. En el ataque los aliados dañaron al menos dos de los buques alemanes, pero fueron derribados siete Beaufighters por las defensas antiaéreas. Otros dos Beaufighters y un Mustang fueron derribados por los Fw 190. Cuatro o cinco cazas alemanes fueron derribados por los aviones aliados, incluyendo uno pilotado por un as de la aviación.
La decisión de atacar al Z33 y su escolta, en lugar de a un grupo cercano de buques mercantes tomó en cumplimiento de las órdenes del RAF Coastal Command del Almirantazgo británico. Las bajas sufridas en el ataque provocaron que los buques mercantes fueran el objetivo prioritario frente a los destructores y pequeños buques de guerra en las siguientes operaciones. Además, otro escuadrón de P-51 Mustangs fue asignado a la protección de los aviones aliados cerca de Noruega.